# Place Bienvenüe
La place Bienvenüe est une voie située dans le quartier Necker dans le 15e arrondissement de Paris.

## Situation et accès
La place Bienvenüe est desservie à proximité à la station de métro Montparnasse - Bienvenüe.

## Origine du nom
Elle porte ce nom en souvenir de l'initiateur du métro de Paris, Fulgence Bienvenüe (1856-1936).

## Historique
Cette voie est ouverte vers 1790 et se nomme jusqu'en 1864 « place de la Barrière-du-Maine » lorsqu'elle est renommée « place du Maine ». Elle prend en 1933 son nom actuel. 

## Bâtiments remarquables et lieux de mémoire
- La place donne sur la gare de Montparnasse et la tour Montparnasse.